# 沈祥福
沈祥福（1957年5月27日—），北京人，是已退役的中国足球运动员，曾入选中国国家队，现在是上海绿地申花的中方教练组组长。曾带领中国国家奥林匹克足球队出战2004年奥运会亚洲区预选赛，但由于输给了伊朗和巴林而被淘汰；还曾经于2000年带领中国青年队参加阿根廷世青赛，球队发挥出色进入十六强。国内方面，其曾经两度担任北京国安队主教练共计4年，取得中超联赛（甲A联赛）季军和第六名各两次。不过由于其战术趋于保守，有相当数量的北京球迷对其执教并不认可。2007年离开北京国安队加盟广州医药队，提前3轮获得2008赛季的中超资格。2009赛季结束后，合约到期的沈祥福选择离开广州医药，转而执教长春亚泰，在执教球队两赛季（2010-2011年）后，长春亚泰与沈祥福提前解约。

## 简历
- 1957年5月27日出生于北京；
- 1964年-1969年就读于北京复外一小，并开始接受足球训练；
- 1970年-1972年就读于北京八中，并加入八中足球队；
- 1972年-1973年，入选北京市中学生代表队；
- 1973年-1974年，入选北京市青年足球队；
- 1974年-1977年，入选北京市足球队；
- 1977年-1984年，入选中国国家队；“5.19”后退出；
- 1985年-1986年，再次进入中国国家队；
- 1988年-1995年，作为中国足协推荐的第一批中国足球运动员，在日本的富士通足球俱乐部（日语：富士通サッカー部）（1997年改名川崎前鋒）踢球，并先后当过队员、助理教练和主教练，其间富士通曾引入杨朝晖、魏克兴等多名中国球员；
- 1996年-1997年，加盟北京国安队教练组，担任助理教练；
- 1998年-1999年，出任北京国安队主教练；1998年国安队获联赛第三名，1999年国安队获联赛第六名，
- 2000年-2004年，担任中国青年足球队主教练，率队获得第32届亚青赛季军，并获得世青赛决赛资格；世青赛上进入十六强。后成为中国国家奥林匹克男子足球队主教练，但率队冲击2004年雅典奥运会失败，随后卸任；同时兼任国家队助理教练。
- 2005年-2006年，再次成为北京国安队主教练；
- 2007年-2009年，受聘成为广州医药队主教练，率队成功获得2008赛季中超资格。
- 2010年，沈祥福出任长春亚泰主教练。在长春亚泰执教期间，获得该队自升入中超联赛后最差成绩，亚冠惨败，中超仅取得第九名。并与球队核心卡巴雷罗就球队战术等发生严重冲突，球迷下课声也不绝于耳，然而沈祥福继续被球队老板和管理层所力挺，2011赛季继续执教长春亚泰队。沈祥福也透露球迷的不认同曾让他六次向俱乐部提出过辞呈，结果在2011年赛季结束后，长春亚泰与沈祥福提前解约。
- 2012年7月15日，河南建業在作客上海申鑫的榜末大戰中，以0比2落敗繼續墊底。賽後，建業宣布沈祥福接替維斯雷恩出任主教練。
- 2012赛季沈祥福未能率领球队保级成功，自动离职。
- 2012年12月，沈祥福成为上海申花的中方教练组组长。
- 2013年7月4日，上海申花宣布沈祥福接替因个人原因辞职离队的塞尔吉奥·巴蒂斯塔，成为球队的新任主教练。
- 2014年3月29日，上海绿地申花对外宣布前申花主帅巴蒂斯塔回归，正式替代沈祥福出任球队主教练，而沈祥福任球队中方教练组组长。[1]
- 2018年，中国足协组织组成中国足球U25集训队，任沈祥福为主教练
- 2019年2月，沈祥福正式成为中超球队天津天海足球俱乐部主教练
- 2019年5月28日，沈祥福不再担任天津天海足球俱乐部主教练[2]
- 2021年1月29日，深圳市足球俱乐部官方宣布，沈祥福担任深圳佳兆业梯队青训总监。2022年9月，沈祥福担任深圳足球俱樂部教练组组长。[3]